# LKT Team Brandenburg/Saison 2010
Dieser Artikel listet Erfolge und Mannschaft des Radsportteams LKT Team Brandenburg in der Saison 2010 auf.

## Erfolge in der Continental Tour
| Datum          | Rennen                                 | Kat. | Fahrer         |
| -------------- | -------------------------------------- | ---- | -------------- |
| 11. April      | 4. Etappe Cinturón Ciclista a Mallorca | 2.2  | Nikias Arndt   |
| 15. Juni       | 2. Etappe Serbien-Rundfahrt            | 2.2  | Stefan Schäfer |
| 16. Juni       | 3. Etappe Serbien-Rundfahrt            | 2.2  | Tino Meier     |
| 20. Juni       | 6. Etappe Thüringen-Rundfahrt          | 2.2U | Nikias Arndt   |
| 15. September  | 5. Etappe Tour of Bulgaria             | 2.2  | Stefan Schäfer |
| 6. November    | 3. Etappe Tour of Alanya               | 2.2  | Nikias Arndt   |
| 4.–7. November | Gesamtwertung Tour of Alanya           | 2.2  | Nikias Arndt   |

## Zugänge – Abgänge
| Zugänge          | Team 2009 | Abgänge         | Team 2010                 |
| ---------------- | --------- | --------------- | ------------------------- |
| Nikias Arndt     | Neoprofi  | Roger Kluge     | Team Milram               |
| Tobias Barkschat | Neoprofi  | Sebastian Forke | Team Nutrixxion Sparkasse |
| Michel Koch      | Neoprofi  | Ingmar Dassler  | Unbekannt                 |
| Patrick Nagler   | Neoprofi  | Benjamin Riemer | Unbekannt                 |
| Lars Telschow    | Neoprofi  |                 |                           |

## Mannschaft
| Name             | Geburtstag         | Nationalität |
| ---------------- | ------------------ | ------------ |
| Nikias Arndt     | 18. November 1991  | Deutschland  |
| Tobias Barkschat | 29. April 1991     | Deutschland  |
| Robert Bartko    | 23. Dezember 1975  | Deutschland  |
| Mathias Belka    | 15. Juni 1986      | Deutschland  |
| Henning Bommel   | 23. Februar 1983   | Deutschland  |
| Felix Dehmel     | 21. August 1990    | Deutschland  |
| Johannes Heider  | 4. September 1987  | Deutschland  |
| Johannes Kahra   | 18. Juli 1990      | Deutschland  |
| Michel Koch      | 15. Oktober 1991   | Deutschland  |
| Tino Meier       | 3. Juli 1987       | Deutschland  |
| Patrick Nagler   | 30. September 1991 | Deutschland  |
| Eric Pidun       | 16. September 1990 | Deutschland  |
| Stefan Schäfer   | 6. Januar 1986     | Deutschland  |
| Franz Schiewer   | 15. November 1990  | Deutschland  |
| Lars Telschow    | 29. August 1991    | Deutschland  |
| Michael Weicht   | 23. Februar 1988   | Deutschland  |